# Kirchenthumbach
Kirchenthumbach est une commune de Bavière (Allemagne), située dans l'arrondissement de Neustadt an der Waldnaab, dans le district du Haut-Palatinat. 

## Géographie

### Quartiers
Kirchenthumbach se compose de 45 quartiers ou vilages : 
- Aicha
- Altzirkendorf
- Asbach
- Bärmühle
- Blechmühle
- Burggrub
- Dammelsdorf
- Ernstfeld
- Fronlohe
- Görglas
- Göttersdorf
- Grünthanmühle
- Haselmühle
- Haunzamühle
- Heinersberg
- Heinersreuth
- Höflas
- Kirchenthumbach
- Knittelhof
- Krücklasmühle
- Lenkenreuth
- Luisenhof
- Metzenhof
- Metzenmühle
- Metzlasreuth
- Neuzirkendorf
- Oberaichamühle
- Oberlenkenreuth
- Obertreinreuth
- Penzenreuth
- Pfaffenstetten
- Putzmühle
- Röthenlohe
- Rothmühle
- Sassenreuth
- Sommerau
- Sorg
- Straßenhäusl
- Tagmanns
- Thieroldsreuth
- Thurndorf
- Treinreuth
- Unteraichamühle
- Wölkersdorf
- Zinnschacht